# The Sleeping
The Sleeping ist eine amerikanische Rockband aus Long Island, New York. Sie wurde 2003 von Cameron Keym, Sal Mignanio und Joe Zizzo, die früher bei Skycamefalling spielten, gegründet. Nachdem diese sich 22 potenzielle Sänger angehört hatten, stieß Douglas Robinson, früherer Sänger und Gitarrist der Band Stillwelle, zur Gruppe. Die Musik der Band wurde als Soundtrack für die Wii-Version von Tony Hawk’s Downhill Jam, Madden NFL 07, Guitar Hero III: Legends of Rock („Don’t Hold Back“), Guitar Hero: World Tour („Bomb the World“) und FlatOut: Ultimate Carnage („Listen Close“) verwendet.

## Bandgeschichte

### Believe What We Tell YouundQuestions & Answers
Die Band veröffentlichte zwei Alben, ihr erstes Album Believe What We Tell You 2004, und 2006 das zweite Album Questions & Answers. 2004 und 2005 tourte die Gruppe mit Taking Back Sunday, Brandston und Action Action. Sie spielten des Weiteren mit Plain White T’s, Relient K, Emery und Hawthorne Heights auf der Nintendo Fusion Tour. In der Zeit spielten sie auch auf der britischen Victory Records Tour zusammen mit The Audition, Bayside und Aiden. Im Januar 2007 spielten sie unter anderem mit Senses Fail. Im gleichen Jahr wurden sie beim MTV Mountain Dew Circuit Breakout nominiert und erreichten einen Top 12 Platz.

### What It Takes
Am 6. August 2008 verkündete die Band, dass nach sechsmonatiger Suche ein neuer Keyboarder/Gitarrist als Ersatz für Cameron Keym gefunden war. Die neuesten Mitglieder der Band hießen Paul Cadena und Christopher Evans.
Daraufhin spielten The Sleeping mit Envy on the Coast, Secret Lives of the Freemasons einige Konzerte an der Ostküste sowie im mittleren Westen der USA. An einigen Auftritten nahmen auch The Gay Blades teil. Die Tour endete im August. Am 15. Oktober, spielten sie im Eisenhower Park mit Crosby, Stills & Nash und Ryan Star, Francis Dunnery, Barefoot Truth, Jaik Miller Band, Katy Pfaffl, Melissa Reyes, Jeff Robinson & Life, Arlon Bennett und anderen, um Barack Obama zu unterstützen.
Am 7. November 2008 verkündete die Band bei MySpace, dass sie ein weiteres Album aufnehmen werden. Sie tourten mit Funeral for a Friend, Emarosa und This Is Hell durch die USA von Januar bis Februar. Am 6. Januar wurde die Titelliste von What It Takes veröffentlicht. Die Veröffentlichung folgte am 17. Februar und das Album stieg auf Platz 20 der Heatseekers Charts ein und erntete gute Kritiken. Im April spielten The Sleeping in Ontario, zusammen mit der britischen Deathcore-/Metalcore-Band Bring Me the Horizon.
Des Weiteren kündigten sie Shows mit Silverstein, Poison the Well, Oceana, Hollywood Undead, Red Jumpsuit Apparatus, Mest und Madina Lake. Sie spielten auch auf dem Canada Summer Festival mit Hollywood Undead, Yeah Yeah Yeahs und Sting.
Der Drummer Joe Zizzo spielte live mit Envy On The Coast.

## Diskografie
- Believe What We Tell You (2004, Neuveröffentlichung 2007)
- Questions and Answers (2006)
- Connect Sets: The Sleeping – EP (2007)
- What It Takes (2009)
- The Big Deep (2010)

## Videos
- Believe What We Tell You
- Loud and Clear
- Don't Hold Back
- Bomb the World
- You'll Be A Corpse Before Your Time
- Young Vibes… Don't Run Away From Me